# Druja (gmina)
Druja (także Drujsk) – dawna gmina wiejska istniejąca do 1945 roku w woj. nowogródzkim/Ziemi Wileńskiej/woj. wileńskim w Polsce (obecnie Białoruś). Siedzibą gminy była Druja (2453 mieszk. w 1921 roku), która początkowo stanowiła odrębną gminę miejską.
Na samym początku okresu międzywojennego gmina Druja należała do powiatu dziśnieńskiego w woj. nowogródzkim. 13 kwietnia 1922 roku gmina wraz z całym powiatem dziśnieńskim została przyłączona do Ziemi Wileńskiej, przekształconej 20 stycznia 1926 roku w województwo wileńskie. 1 stycznia 1926 roku gminę wyłączono z powiatu dziśnieńskiego i przyłączono do powiatu brasławskiego w tymże województwie. Gmina Druja była jedną z 7 gmin wzdłuż granicy z Łotwą.
Po wojnie obszar gminy Druja został odłączony od Polski i włączony do Białoruskiej SRR.

## Demografia
Według Powszechnego Spisu Ludności z 1921 roku gminę zamieszkiwało 7 246 osób, 5 945 było wyznania rzymskokatolickiego, 712 prawosławnego, 4 ewangelickiego, 562 staroobrzędowego, 23 mojżeszowego. Jednocześnie 6 126 mieszkańców zadeklarowało polską przynależność narodową, 993 białoruska, 17 żydowską, 110 rosyjską. Było tu 1 308 budynków mieszkalnych.